# Ruder-Europameisterschaften 1896
Die 4. Ruder-Europameisterschaften wurden 1896 auf dem Genfersee in der Schweiz ausgetragen. Wie bereits im Vorjahr wurden Medaillen in vier Bootsklassen vergeben.

## Ergebnisse
| Bootsklasse           | Gold                                                                             | Silber | Bronze |
| --------------------- | -------------------------------------------------------------------------------- | --- | --- |
| Einer                 | Ben Longchamp                                                                    | Vittorio Leone | Jaroslav Langhaus |
| Zweier mit Steuermann | Belgien Marcel Nisol Edmond Delaet                                               | Frankreich Jules Demaré Jamen | Italien Cino Ceni Giuseppe Belli G. Pucci (Steuermann) |
| Vierer mit Steuermann | Frankreich Delfieu Boudou Mallet Pentoux                                         | Belgien François Goossens François Jansen Léopold De Bloe Georges Boisson                                                                                          | Italien Ezio Carlesi Silvio Slettini Alberto Bertolani Attilio Balena Gragnani (Steuermann)                                                                 |
| Achter                | Frankreich Laurent J. Lelarge Joseph Guillon Dachin Mérat Descotes Luyton Petavy | Belgien Louis Choisy Gustave Brandes Octave Schepens Léonce Roels Henri de Keyser Isidore Devriendt Prosper Bruggeman Victor De Bisschop Jean Dewitte (Steuermann) | Italien Arturo Masciardi Giuseppe de Col Italo Bernasconi Antonio Bianchi Tommaso Padovani Miro Masciardi Arnaldo Padovani Luigi Riva G. Pucci (Steuermann) |

## Medaillenspiegel
| Platz  | Land                 | Gold | Silber | Bronze | Gesamt |
| ------ | -------------------- | ---- | ------ | ------ | ------ |
| 1      | Frankreich           | 2    | 1      | –      | 3      |
| 2      | Belgien              | 1    | 2      | –      | 3      |
| 3      | Schweiz              | 1    | –      | –      | 1      |
| 4      | Italien              | –    | 1      | 3      | 4      |
| 4      | Kaisertum Österreich | –    | –      | 1      | 1      |
| Gesamt | Gesamt               | 4    | 4      | 4      | 12     |